# Префектура Ишикава
Ишикава (Јапански:石川県; Ishikawa-ken) је префектура у Јапану која се налази у региону Чибу на острву Хоншу. Главни град је Канадзава.